# Age of Conan: Hyborian Adventures
Age of Conan: Hyborian Adventures (ook bekend onder de titel Age of Conan: Unchained) is een computerspel ontwikkeld en uitgegeven door Funcom voor Windows. Het online rollenspel is uitgekomen in de VS op 20 mei 2008 en in Europa op 23 mei 2008.

## Spel
Spelers worden in het spel opgedeeld in vier klassen: magiër, priester, schurk en soldaat, met elk maximaal drie afzonderlijke variaties, afkomstig uit vier verschillende gebieden. Doel van het spel is om een van de negen strijdkampen te bouwen en te verdedigen. Om dit te bereiken, moeten spelers eerst ervaring in het spel opdoen.

## Uitbreidingen
Er verschenen drie uitbreidingspakketten voor het spel. Deze voegen nieuwe omgevingen, personages, missies en uitdagingen toe.
- Rise of the Godslayer, verscheen op 11 mei 2010.
- The Savage Coast of Turan, verscheen op 31 augustus 2011.
- Secrets of Dragon's Spine, verscheen op 3 september 2012.

## Ontvangst
| Recensiescore       | Recensiescore |
| Recensieverzamelaar | Score         |
| ------------------- | ------------- |
| GameRankings        | 81,5%         |
| Metacritic          | 80%           |
| Publicist           | Score         |
| Game Informer       | 8             |
| GameSpot            | 8,5           |
| GameSpy             | 4/5           |
| IGN                 | 7,8           |

Age of Conan: Hyborian Adventures ontving overwegend positieve recensies. Men prees de aandacht voor details, de muziek tijdens de gevechten, het gevechtssysteem en de aanpak van het klassensysteem. Kritiek was er op het grote aantal technische problemen en het ontbreken van zijmissies ter afwisseling van de gevechten. Ook zou de spelvoortgang aanmerkelijk langzamer verlopen wanneer de speler level 20 of hoger heeft bereikt.
Op aggregatiewebsites Metacritic en GameRankings heeft het spel verzamelde scores van  respectievelijk 80% en 81,5%.